# 아랑전설 (설화)
아랑전설(阿娘傳說)은 억울하게 죽은 아랑이 원령이 되어 자신의 원한을 푼 뒤 변고가 없어졌다는 이야기이다. 아랑은 경상도 밀양부사의 딸로, 이름은 윤동옥(尹東玉)이다. 어려서 어머니를 여의고 유모에게서 자랐는데, 어느 날 밤 통인(通引)과 작당한 유모의 꼬임에 빠져 달구경을 나갔다. 통인 주기가 아랑을 겁간하려 했고, 아랑은 끝까지 항거하다가 끝내는 칼에 맞아 죽고, 대숲에 버려졌다. 부사는 아랑이 외간 남자와 내통하다 함께 달아난 것으로 알고 벼슬을 사직하였다. 이 일이 있은 후부터 밀양에 오는 신임 부사마다 부임하는 첫날 밤 의문의 주검으로 발견되어 모두 그 자리를 꺼리게 되었다.
이때 이상사(李上舍)라는 담이 큰 사람이 밀양부사를 자원하여 왔다. 부임 첫날밤에 나타난 아랑의 원혼에게서 억울한 죽음을 들은 그는 원한을 풀어주기로 약속하였다. 이상사는 곧 주기를 잡아 처형하고 아랑의 주검을 찾아 장사를 지내주니 그 뒤로는 원혼이 나타나지 않았다고 한다. 지금도 영남루 밑에는 아랑의 혼백에게 제사지낸 아랑각(阿娘閣)이 있고, 《밀양아리랑》도 이 영남루 비화(悲話)에서 발생하였다 한다. 

## 참고 문헌
- 한국학중앙연구원
- 두산백과